# Kanton Blangy-sur-Bresle
Kanton Blangy-sur-Bresle is een voormalig kanton van het Franse departement Seine-Maritime. Het kanton maakte deel uit van het arrondissement Dieppe. Het werd opgeheven bij decreet van 27 februari 2014 met uitwerking in maart 2015.

## Gemeenten
Het kanton Blangy-sur-Bresle omvatte de volgende gemeenten:
- Aubermesnil-aux-Érables
- Bazinval
- Blangy-sur-Bresle (hoofdplaats)
- Campneuseville
- Dancourt
- Fallencourt
- Foucarmont
- Guerville
- Hodeng-au-Bosc
- Monchaux-Soreng
- Nesle-Normandeuse
- Pierrecourt
- Réalcamp
- Rétonval
- Rieux
- Saint-Léger-aux-Bois
- Saint-Martin-au-Bosc
- Saint-Riquier-en-Rivière
- Villers-sous-Foucarmont